# Magnus II. Švédský
Magnus II. Švédský (švédsky Magnus Henriksson, † 1161) byl v letech 1160 a 1161 králem Švédska. Po své smrti byl pokládán za uzurpátora.
Jeho matkou byla Ingrid Ragnvaldsdotter, vnučka Inge I., otcem dánský šlechtic Henrik Skatelår. Magnus II. nastoupil na trůn po Erikovi IX. Svatém, jehož byl rivalem o moc ve Švédsku, kterého nechal 18. května 1160 zavraždit v Uppsale. Sám byl následujícího roku zavražděn muži Karla VII. Švédského, který po něm nastoupil na trůn.